# Ion E. Fuhn
Ion Eduard Fuhn (n. 5 februarie 1916, București, România – d. 30 august 1987, București, România) a fost un renumit herpetolog român, născut într-o familie de comercianți ce deținea un magazin pe Lipscani (fiind și unul dintre furnizorii Casei Regale). 
Cu o largă cultură universală, Ion E. Fuhn, a fost un pasionat biolog, cel mai bun specialist al României în cunoașterea amfibienilor și reptilelor. În cariera sa de cercetător a desfășurat o neîntreruptă activitate științifică în domeniul herpetologiei și al arahnologiei, publicând peste 80 de lucrări.
Personalitatea lui Ion E. Fuhn s-a manifestat de timpuriu prin interesul și dorința de învățătură, fiind printre elevii eminenți ai prestigiosului liceu „Spiru Haret”, pe care l-a absolvit în anul 1933 ca șef de promoție. 
A urmat facultățile de Filosofie și Drept din cadrul Universității din București, unde a obținut Licența în Drept, în anul 1938, apoi Doctoratul, în 1946, cu Teza de Doctorat intitulată „Forța obligatorie a tratatelor internaționale”.
A fost avocat timp de 2 ani (1944-1946), iar în anul 1946, imediat după terminarea studiilor, a fost numit prin concurs Atașat de Legațiune la Ministerul Afacerilor Externe. În toamna anului 1947, în urma schimbărilor politice care au condus la crearea statului socialist, a fost concediat din postul diplomatic și i-au fost expropriate proprietățile și bunurile familiei.
Întrucât nu a acceptat să fie membru de partid, a fost nevoit să-și schimbe domeniul de activitate, de la activități bazate pe idei, la activități pur științifice. Încă din tinerețe fusese pasionat de studiul faunei, cu prezență publicistică de la vârsta de 16 ani. Din anul 1947, studiul amfibienilor și reptilelor a devenit pentru juristul Ion E. Fuhn unica profesie și pasiune, în care s-a afirmat cu numeroase publicații considerate de referință de către specialiștii din țară și din străinătate.
În 1947 a fost numit șef de sector - științe naturale la Institutul de Studii Româno-Sovietic, iar în anul 1954, pe când lucra ca cercetător la Institut, a întâlnit-o pe Eugenia Simian, care ulterior i-a devenit soție. În urma acestei căsătorii s-a născut un copil, o fiică pe nume Iris Ruxandra Fuhn. 
Iris Ruxandra Fuhn s-a casătorit în anul 1980 cu herpetologul elvețian dr. Georg Heinrich Thommen, un admirator al lui Ion E. Fuhn. Dr. Georg Heinrich Thommen-Fuhn a decedat în anul 2013, dar pasiunea pentru acest domeniu s-a transmis unuia dintre cei doi fii ai lui și nepot al lui Ion E. Fuhn, Albert Thommen, care continuă cariera de biolog, fiind doctorand al Universității din Dresda.
În perioada 1954-1957, Ion E. Fuhn a depus o activitate de cercetare continuă în cadrul Institutului de Biologie al Academiei Române din București. 
Cu toate că a fost cel mai bun herpetolog al României, el a trecut prin numeroase situații dificile în cariera sa, sub pretextul că studiile universitare finalizate nu au fost în domeniul biologiei. În anul 1958 i s-a desfăcut contractul de muncă pe motiv că „angajatul nu corespundea muncii pe care o avea potrivit contractului său de muncă”, deși anterior, chiar în același an, fusese numit prin concurs cercetător principal în Colectivul Fauna R.P.R. al Academiei. A fost retrogradat de la funcția de cercetător principal la funcția de tehnician. Tot din acest motiv a trecut și prin numeroase litigii cu editurile, foarte multe publicații ale autorului nemaiputând fi editate cu numele lui. Abia după 11 ani, în anul 1969, a fost reabilitat și numit din nou cercetator principal.
În pofida acestor dificultăți, recunoașterea activității sale de cercetare a fost confirmată de apartenența la prestigioase organisme naționale și internaționale - membru al Societății de Științele Naturii și Geografie din R.S.R., custode onorific în Comisia Monumentelor Naturii, membru al Society for Systematic Zoology, S.U.A., membru al Society of Ichtyologists and Herpetologists. Activitatea sa în domeniul herpetologiei i-a adus în anul 1966 distincția de a fi primul biolog român ales membru corespondent al Senckenbergische Naturforschende Gesellschaft din Frankfurt pe Main, Republica Federală Germania, instituție științifică prestigioasă care datează din anul 1817.
Ca om de teren și de laborator, a întocmit o numeroasă colecție de exemplare, recoltate atât din împrejurimile capitalei, cât și din diferite zone ale țării. Colecția sa a fost transferată la Muzeul Național de Istorie Naturală „Grigore Antipa”, fiind și astăzi o incontestabilă bază pentru studiul variabilității amfibienilor și reptilelor din țara noastră. În această privință Ion E. Fuhn a fost primul zoolog român care a înțeles că în herpetologie nu este suficientă doar identificarea speciei, ci și analiza populațiilor și delimitarea subspeciilor.
Chiar dacă era un domeniu cu totul nou pentru el, Ion E. Fuhn a fost solicitat să se ocupe și de sistematica unui alt grup de animale, și anume grupul Araneae (Păianjenii). Cu toate acestea a reușit să se documenteze în timp util și să inițieze în acest domeniu mai multe cercetări originale.
Zoolog autodidact cu o cultură umanistă foarte dezvoltată, a reușit să depășească limitele unui taxonomist cu orizont restrâns, uimind adeseori, prin cultura sa zoologică, biologi cu studii superioare de profil.
Având o temeinică pregătire filozofică și cunoscând mai multe limbi (română, engleză, franceză, germană), Ion E. Fuhn a lucrat în colectivul de traducere a operelor lui Charles Darwin și a colaborat cu scenariști, în calitate de consultant științific, la filme de scurt metraj.
Constantin Kirițescu, Raul Călinescu și Mihai Băcescu sunt considerați întemeietorii herpetologiei în țara noastră, cei care au întocmit primele colecții științifice și primele liste faunistice. Lucrările lor au avut o deosebită contribuție pentru dezvoltarea cercetărilor ulterioare asupra biologiei, zoogeografiei și sistematicii infraspecifice a amfibienilor și reptilelor. Dar Ion E. Fuhn are meritul de a fi dezvoltat, între anii 1950-1987, aceste domenii, publicând peste 80 de lucrări științifice și cărți de specialitate.
În ziua de 30 august 1987 savantul Ion E. Fuhn s-a stins din viață, în urma unei îndelungate suferințe care a culminat printr-o criză fatală de astm.

## Lucrări științifice publicate
1. 1932 – Herpetologisches aus Bukarest, Bl. Aqu. Terr. 19, 4: 315-316.
2. 1939 – Triturus montandoni (Boul.), der Karpathenmolch, Bl. Woch. Aqu. Terr., 38: 589-590.
3. 1940 – Regelwidrige Beschuppung des Pileus bei Lacerta muralis muralis. Woch. Aqu. Terr. 23: 331-332.
4. 1940 – Notes herpetologiques. C. R. Inst. Sci. Roumanie. 4,1: 41-43.
5. 1950 – Acvariul de apă dulce. Îndreptar pentru ținerea în captivitate a peștilor, amfibiilor și a altor animale acvatice, Natura 2: 83-95; 2; 3.
6. 1951 – Terariul. Îndreptar pentru ținerea în captivitate a șopârlelor și a șerpilor din țara noastră. Natura 2 : 96; 5/6: 127-135.
7. 1951 – Contribuții la sistematica salamîzdrelor din RPR. I. Ste. Strudiul cîtorva populații de Triturus vulgaris L. Bul. Șt. Acad. RPR. șt. boil. 3,3: 501-512.
8. 1952 – Über einige Besonderheiten des Teichmoloches în Rumänien und in der Türkei. Mitt. Nat. Vorgesch. Magdeburg 3,13:89-96 (în colaborare cu G.E. Freytag).
9. 1952 – Notă aspura herpetofaunei Dobrogei. Natura 4,6:79-80.
10. 1953 – Note herpetologice. Zlatna, Cumpăna-Argeș. Natura, 6:177.
11. 1953 – Contribuții la cunoașterea Salamîzdrelor de apă (tritonilor) din RPR. II. Studiul subspeciilor și varietăților de Triturus cristatus Laur. Bul. ști. Acad. RPR. Boil. 5,3: 625-640.
12. 1955 – Notă asupra specie Lacerta t. taurica Pall. Din Dobrogea. Bul. ști. Acad. RPR. Biol. 7,4:1081-1095.
13. 1956 – Noi date despre prezența broaștei de mlaștină Rana arvalis arvalis Nilss. În RPR. Com. Acad. RPR 6,2: 297-304.
14. 1956 – Contribuții la cunoașterea gișterilor din RPR. I. Gușterul vărgat – Lacerta trilineata media Lantz & Cyren în RPR. Bul. ști. Acad. RPR. Boil. 8,2:469-482.
15. 1956 – Sînt păsările ihtiofage dăunători ai economiei piscicole?, Ocrotirea Naturii, 2:185.
16. 1956 – Specii mediteraneene de broaște țestoase de uscat în R.P.R., Ocrotirea Naturii, 2:178-180.
17. 1957 – Linné – precursor al taxonomiei modern. Natura 4: 127-131.
18. 1959 – Contribution a la systematique et a l’ecologie des lacertides de la RPR. II. Le lézard vert des bois Lacerta viridis viridis Laur. Ann. Sci. Univ. Jassy 5:61-80 (în colaborare cu Șt. Vancea).
19. 1959 – Studien an Lacerta trilineata aus Rumänien mit Beschreibung einer neuen Unterart. Senck. Biol. 40,1/2: 25-42 (în colaborare cu R. Mertens).
20. 1959 – Das vorkommen von Lacerta viridis meridionalis in Rumänien. Senck. Biol. 40,3/4: 121-126 (în colaborare cu R. Mentens).
21. 1960 – Verbreitung und Verwandtschaftsbeziehungen von Triturus vulgaris ampelensis Fuhn. Zool. Anz. 165,1/2: 54-58.
22. 1960 – Amphibia. Fauna RPR. Vol. 14, fascicolul 1:1-288.
23. 1961 – Taxonomische und oekologische Studien an Triturus cristatus in Rumänien. Zool. Anz. 166, 5/6: 159-163 (în colaborare cu G.E. Freytag).
24. 1961 – Die systematische Stellung der rumänischen Blindschleiche (Anguis fragilis). Zool. Beitr. Berlin. 6,3: 377-78.
25. 1961 – Reptilia. Fauna RPR. Vol.14, fascicolul 2: 1-352 (în colaborare cu Șt. Vancea).
26. 1962 – Une araignée mygalomorphe rare, nouvelle pour la Roumanie – Nemesia radiate (Ctenizidae). Bull. Soc. Hist. Natt. Toulouse 97, 3/4: 359-368 (în colaboorare cu A. Cohen).
27. 1962 – Die Variabilität der Blindschleichen in Rumänien. Zool. Anz. 169,11/12: 460-466 (în colaborare cu B. Strugren ș.a.).
28. 1962 – Lacerta praticola Lantz & Cyren în Dobrogea. Natura. 5: 39-41 (în colaborare cu M. Harsu).
29. 1962 – Étude eidonomique et taxonomique de la grenouille oxiryne (Rana arvalis Nilss.) de Roumanie. Acta Soc. Zool. Bohemoslov. 26, 4: 352-364.
30. 1963 – Păianjeni veninoși în fauna țării noastre, Latrodeotus tredecimguttatus Rossi. Microbiol. Parazit. Epidem. 8, 3: 231-236 (în colaborare cu I. Vintila ș.a.).
31. 1963 – The Aquarium bobby in Rumania. Trop. Fish Hobb, august: 28-37.
32. 1963 – Beobachtungen über Amphibien und Reptilienbastarde in freier Wildbahn.Acta Soc. Zool. Bohemoslov, 27, 1: 70-73.
33. 1963 – Sur un nouveau cas de neotenie en masse du Triton vulgarire (Triturus v. vulgaris L.) Acta Soc. Zool. Bohemoslov, 27, 1: 62-69.
34. 1963 – Tritonul carpatic (Triturus montandoni Boul.) în munții Făgărașului. Natura 1: 78-79.
35. 1963 – Cercetări asupra hranei broaștei de lac (Rana ridibunda Pall.) din rezervația naturală “1 mai” (Reg. Crișana). Stud. Cercet. Iași. 14, 1: 193-211 (în colaborare cu Fl. Niculescu).
36. 1964 – Situația faunei herpetologice din țara noastră și ocrotirea ei. Ocrotirea Naturii, 8, 2: 231-248.
37. 1964 – Die innerartliche Gliederung der Zauneidechse (Lacerta agilis) in  Rumänien (Reptilia, Lacertidae). Senck. Biol. 45, 3/4: 469-489 (în colaborare cu Șt. Vancea).
38. 1964 – Ablepharus anselli Fitzsimons 1955, systeme d’Ablepharus tancredii Boulanger 1909. Doriana. Genova, 3, 150: 1-3.
39. 1966 – Observații asupra variabilității peștelui auriu, Carassius auratus, din Grădina Botanică. Bulet. Grăd. Bot. București. 1964-1965:87-89 (în colaborare cu Gr. Margarit).
40. 1966 – Văduva neagră – Latrodectus mactans tredecimguttatus (Rossi, 1760) pe insula Polina. Ocrotirea Naturii 10, 1:77-81.
41. 1967 – Observations sur le polymorphisme et la prolificité chez une population de Lacerta agilis chersonensis (Andrz.) Rev. Biol. 12, 4:229-232.
42. 1967 – Studien über die innerartliche Gliederung von Nemesia pannonica Herman. 1879 (Araneae, Mygalomorphae, Ctenizidae) Seneck. Biol. 48, 4: 295-300 (în colaborare cu Anton Polenec).
43. 1967 – Pseudomonia – eine neue monotypische Gattung aus Sudostaustralien (Ablepharus/ Emoa/ spenceri Lucas & frost, 1894) Zool. Anz. 179 (3/4): 243-247.
44. 1967 – Arahnide din Parcul Național Retezat, Ocrotirea Naturii 11 (1): 98-99.
45. 1988 – O importantă problemă de ocrotirea naturii: modificarea ecosistemelor autohtone prin introducerea de specii străine de plante și animale, Ocrotirea Naturii 12 (2): 227-230.
46. 1969 – Aranee colectate din Transilvania, Banat și Crișana (Col. B. Kis, 1962-1965). Com. Zool. Soc. șt. biol. RSR 8: 75-82 (în colaborare cu Fl. Niculescu).
47. 1969 – Aranee colectate din pădurea Hagieni (Dobrogea), Ocrotirea Naturii 13 (1): 165-174 (în colaborare cu Cl. Oltean).
48. 1969 – The polyphyletic origin of the genus Ablepharus (Reptilia, Scincidae): a case of paralell evolution. Zt. Zool. System. Evolutionsforch. 7(1): 67-76.
49. 1969 – Broaște, șerpi, șopârle. Ed. Științ.: 1-209.
50. 1969 – Revision and redefinition of the genus Ablepharus Lichtenstine, 1823 (Reptilia, Scincidae). Rev. Roum. Biol. Zool. 14 (1): 23-41.
51. 1970 – Amfibii și Reptile din zona viitorului lac de baraj de la Porțile de Fier. Stud. Cerc. Acad. RSR. Biol. Zool. 22(4): 321-331.
52. 1970 – Aranee din zona viitorului lac de baraj de la Porțile de Fier. Stud. Cerc. Acad. RSR. Biol. Zool. 22 (5): 413-419 (în colaborare cu Fl. Niculescu-Burlacu).
53. 1970 – Über die Unterarten von Ablepharus kitaibelii (Bibron & Bory de St. Vicent, 1833)/ Sauria, Scincidae/ Act. Soc. Zool. Bohemoslov. 34 (1): 9-17.
54. 1970 – Lista Araneelor din România. Stud. Com. Bacău: 157-196 (în colaborare cu Cl. Oltean).
55. 1970 – Asupra structurii și dinamicii unor populații de Bombina variegata variegata (Linnaeus, 1758) (Amphibia, Discoglossidae) Com. Zool. Soc. ști. Biol. 9: 249-264.
56. 1970 – Aspecte ale situației actuale a faunei din rezervația Pădurea Hagieni, jud. Constanța. Ocrotirea Naturii. 14 (1): 65-68.
57. 1970 – Étude systématique et phylogénétique des lygosomines de l'Afrique (Reptilia, Sauria, Scincidae) I. Les especes attribuées au genre Ablepharus. Rev. Roum. Biol. 15(6): 379-393.
58. 1971 – Fam. Lycosidae (Arachnida). Fauna RSR 5(3): 1-250.
59. 1971 – Amfibii și Reptile din Delta Dunării. Peuce II: 373-378.
60. 1971 – Aranee din Delta Dunării și Razelm. Peuce I: 365-368.
61. 1971 – Glattechsen und Schlangenechsen, Cap. 10 in Grzimek's Tierleben 6: 246-266.
62. 1971 – Să ocrotim peisajul natural al coastei Mării Negre. Ocrotirea Naturii 1: 67-69.
63. 1972 – O țestoasă nouă pentru fauna paleoherpetologică a României: Testudo kalksburgensis Toula, 1896 (Dealul Viilor, Oradea). Cent. Muz. Orăd. Muz. Țara Criș.: 667-672 (în colaborare cu T. Jurcsak).
64. 1972 – Révision du phyllum forestier du genre Panaspis Cope. Rev. Roum. Biol. 17(4): 257-270.
65. 1972 – Atlas of the „Iron Gates”. Ed. Acad. RSR, Amphibia, Reptilia.
66. 1973 – Anure din N’zérékoré (Guineea). St. Cerc. Biol. Zool. Acad. RSR 25(6): 511-517 (în colaborare cu L. Macea).
67. 1974 – Cercetări sinecologice asupra epigaionului Feței Retezatului. Sargetia. Act. Mus. Devensis 10: 137-155.
68. 1974 – Probleme de ocrotirea naturii în județul Constanța. Ocrotirea Naturii 18 (2): 167-173.
69. 1975 – Arachnida, Aranei. Fauna. Grupul de ceret. Complexe „Porțile de Fier”, Acad. RSR, ser.monogr.: 47-54.
70. 1975 – Amfibii și Reptile. Fauna. Grupul de ceret. Complexe „Porțile de Fier”, Acad. RSR ser.monogr.: 301-303.
71. 1975 – Une population hybridogène Triturus vulgaris vulgaris x  Triturus montandoni du lac Crăcurele (Mt. Nemira départ. Bacău), St. Com Muz. St.Nat. Bacău: 225-236 (în colaborare cu C. Șova și Margareta Dumitrescu).
72. 1975 – Genocid împotriva broaștei roșii de munte (Rana temporaria), Ocrotirea Naturii.
73. 1976 – Colonizarea fazanilor, o primejdie pentru fauna autohtonă, Ocrotirea Naturii 20(1): 49-50.
74. 1977 – Situația actuală a rezervației naturale Pădurea Hagieni, Ocrot. Nat. Med. Înconj. 21(2): 103-110 (în colaborare cu I. Cristurean).
75. 1980 – Vipera de stepă (Vipera ursinii) și necesitatea ocrotirii ei. Ocrot. Nat. Med. Înconj. 24(1): 49-51 (în colaborare cu Șt. Vancea și M. Borcea).
76. 1980 – Parcul Național Abruzzo, Ocrot. Nat. Med. Înconj. 24(1): 68-69.
77. 1980 – Die Ausoreitung des Alpenseglers (Apus melba) în Rumänien. Verh. Orn. Ges. Bayern 23: 365-370 (în colaborare cu I. Cristurean).
78. 1980 – Aranei, în Fauna ilustrată a RSR, 1.
79. 1981 – Amfibii, în Fauna ilustrată a RSR, 2.
80. 1981 – Reptile, în Fauna ilustrată a RSR, 2.
81. 1981 – Rare and endangered amphibians and reptiles in Romania, proposals for conservation. Abstract of the SEH-Meeting, Vienna.
82. 1982 – L'étude morphologique des populations de Vipera berus du Plateau Central, Moldave des Carpates Orientales et de Transylvanie. Vertcbr. Hungarica 21: 244-250 (în colaborare cu Șt. Vancea și Margareta Borcea).
83. 1983 – Aspecte ale ocrotirii naturii în Elveția. Ocrot. Nat. Med. Înconj. 26(1).
84. 1983 – Nouvelle liste des Salticidae (Aranei) de Roumanie. Travaux du Muséum National d’Histoire Naturelle “Grigore Antipa”, vol. 24: 15-17.
85. 1984 – Contributions à la systématique et à la biologie du genre Pseudicius Simon, 1885 (Araneae, Salticidae) de Roumanie. Travaux du Muséum National d’Histoire Naturelle “Grigore Antipa”, vol. 25: 52-57 (în colaborare cu V. Gherasim).
86. 1985 – Systématique et répartition de Vipera ursinii (Bonaparte, 1835) en Roumanie. Amphibia-Reptilia, Bijderagen tot de Dierkunde 55(2): 233-241, Amsterdam. (Șt. Vancea, H. Saint Girons, I.E. Fuhn et B. Strugren).
87. 1986 – Melanism și anomalii ale folidozei la un exemplar de Vipera ammodytes ammodytes (L., 1758) (Viperidae, Serpentes, Reptilia) din împrejurimile orașului Reșița. Acad. RSR. Stud. Cerc. Biol. Anim. 38 (1): 7-10.